# Szepligetella formosa
Szepligetella formosa är en stekelart som först beskrevs av Jean-Jacques Kieffer 1911.  Szepligetella formosa ingår i släktet Szepligetella och familjen hungersteklar. Inga underarter finns listade i Catalogue of Life.